# У Чао (фристайлист)
У Чао (кит. упр. 吴超, пиньинь Wú Chāo; 7 сентября 1987, Гирин) — китайский фристайлист, участник Олимпийских игр 2014 года.

## Достижения
- Универсиада: бронза в 2013 году в Ябули (Китай).
- Чемпионат мира по фристайлу среди юниоров: бронза в 2007 году в Айроло[англ.] (Швейцария).[3]